# Played in Space: The Best of Something Corporate
Played in Space: The Best of Something Corporate è la prima raccolta del gruppo piano rock californiano Something Corporate, pubblicata il 27 aprile 2010. La raccolta è composta di due dischi: il primo è un classico album di greatest hits, mentre il secondo contiene delle tracce precedentemente inedite oppure remixate. Un'edizione esclusiva per iTunes contiene anche il bonus track Letters to Noelle.
Il titolo, Played in Space ("suonato nello spazio"), si riferisce al fatto che, nel 2006, una base di controllo NASA ha utilizzato la canzone The Astronaut come sveglia per gli astronauti di uno space shuttle.
L'album ha debuttato nella classifica Billboard 200 in posizione 155.

## Tracce

### Disco uno
Durata totale: 55.42 min
1. Space

Compositore: Josh Partington

Durata: 2.56 min
2. I woke up in a car

Compositore: Andrew McMahon

Durata: 4.14 in
3. She paints me blue

Compositore: Andrew McMahon

Durata: 3.39 min
4. Hurricane

Compositore: Josh Partington

Durata: 3.53 min
5. Me and the moon

Compositore: Andrew McMahon

Durata: 4.11 min
6. Fall

Compositore: Josh Partington

Durata: 3.44 min
7. Ruthless

Compositore: Andrew McMahon

Durata: 3.27 min
8. I wanna save you

Compositore: Andrew McMahon

Durata: 4.27 min
9. Cavanaugh park

Compositore: Andrew McMahon

Durata: 4.25 in
10. If u c Jordan

Compositore: Andrew McMahon

Durata: 4.18 min
11. Down

Compositore: Andrew McMahon

Durata: 3.34 min
12. Punk rock princess

Compositore: Andrew McMahon

Durata: 3.53 min
13. Walking by

Compositore: Amber Cochran

Durata: 4.30 min
14. The Astronaut

Compositore: Andrew McMahon

Durata: 4.33 min

### Disco due
Durata totale: 28.27
1. Konstatine

Compositore: Andrew McMahon

Durata: 9.37 min
2. Watch the sky (precedentemente non pubblicata)

Compositore: Josh Partington

Durata: 2.56 min
3. Forget December (New Exclusive mix)

Compositore: Andrew McMahon

Durata: 3.12 min
4. I woke up in a car (Adam Young mix)

Compositore: Andrew McMahon

Durata: 4.08 min
5. Letters to Noelle (esclusiva iTunes Store)

Compositore: Andrew McMahon

Durata: 4.22 min
6. Wait (nuova registrazione)

Compositore: Josh Partington

Durata: 4.15 min

## Classifiche
| Anno | Classifica    | Posizione |
| ---- | ------------- | --------- |
| 2010 | Billboard 200 | 155       |